# トラヴィス・ウィリン
トラヴィス・ハンプトン・ウィリンまたはトラヴィス・ウィリンガム（Travis Hampton Willingham, 1981年8月3日 - ）は、アメリカ合衆国の俳優・声優。テキサス州ダラス出身。日本のアニメ、アニメ映画、テレビシリーズだけでなく、ビデオゲームの英語版の声を行っている。妻は2011年9月25日に結婚したローラ・ベイリー。

## 主な出演作品

### 実写映画
- 守護神 - トラビス・ファインリー
- ウォルター少年と、夏の休日 - フード

### テレビドラマ
- NIP/TUCK マイアミ整形外科医 - ビッグ・ジェーン（第1話）
- プリズン・ブレイク - 兵士1位（第1話）

### テレビアニメ
- スーパーヒーロー・スクワッド・ショー - ハルク、ヒューマン・トーチ

### 吹き替え（テレビアニメ）
- 名探偵コナン - スティーブン・マルホランド / アンダーソン / ミゲル・サントス / ケルビンの綱引き
- 幽☆遊☆白書 - 柳沢 / 刃霧要、狙撃手 [スナイパー] / 東王
- ドルアーガの塔 - ニーバ
- ONE PIECE - ポートガス・D・エース / ダディ・マスターソン（第50話）
- 桜蘭高校ホスト部 - 銛之塚崇
- 鋼の錬金術師 - ロイ・マスタング
- 鋼の錬金術師 FULLMETAL ALCHEMIST - ロイ・マスタング
- 結界師 - 間時守 / 教師（エピソード8） / マン（エピソード49）
- ガン×ソード  - カイジ
- ガラスの艦隊 - クレオ=アイオロス=コルベーユ=ド=ヴェール
- SHUFFLE! - 神王 / ユーストマ
- ソウルイーター - フリー
- NARUTO -ナルト- 疾風伝 - ゼツ、重吾、不動
- MONSTER - クリストフ・ジーヴァーニッヒ
- DARKER THAN BLACK -黒の契約者- - 天霧
- D.Gray-man - 神田ユウ
- Ergo Proxy - イギー
- ツバサ・クロニクル - 志勇草薙

### 吹き替え（劇場版アニメ）
- 劇場版 鋼の錬金術師 シャンバラを征く者 - ロイ・マスタング

### 吹き替え(実写)
- GOEMON (映画) - 石川五右衛門（英語吹き替え）

### ゲーム
- 聖剣伝説4 - ストラウド（ノンクレジット）
- エースコンバット6 解放への戦火 - 追加の声（ノンクレジット）
- すばらしきこのせかい - 東沢 洋大
- チョコボの不思議なダンジョン 時忘れの迷宮 - ヴォルグ（ノンクレジット）
- タイムクライシス4 - エヴァン・ベルナール（アーケード版にのみ加算し、コンソール版ではノンクレジット）
- 悪魔城ドラキュラXクロニクル - 死神（ノンクレジット）
- ONE PIECE アンリミテッドアドベンチャー - ポートガス・D・エース
- クロスエッジ - ジェダ・ドーマ（ノンクレジット）
- テイルズ オブ ヴェスペリア - クリント（ノンクレジット）
- Halo Wars - 追加の声
- スカイランダース・ジャイアンツ - 追加の声
- スターオーシャン4 -THE LAST HOPE- - バッカスD- 79 / アストラルの王（ノンクレジット）
- ストリートファイターIV - ガイル
- ストリートファイターV - ガイル
- ファイナルファンタジーXIII - 追加の声
- 無双OROCHI 魔王再臨 - 張遼、徐黄（ノンクレジット）
- HOSPITAL. 6人の医師 - ガブリエル・カニンガム（ノンクレジット）
- コール オブ デューティ ブラックオプス - セルゲイ・コジン
- 戦国BASARA - 片倉小十郎
- 戦場のヴァルキュリア2 - ナレーター / ヒューバート・ブリクサム
- ブレイブルー コンティニュアム シフト - レリウス＝クローバー
- ソニックシリーズ - ナックルズ・ザ・エキドゥナ（2010 - ）
- ザ・サード バースデイ - 追加の声
- キャサリン - ジョナサン・"ジョニー"・有賀
- バトルフィールド3 - アンビル・アクチュアル
- マッドマックス (2015年のゲーム) - スキャブラス・スクロタス
- マーベル VS. カプコン:インフィニット - ソー